# Сельское поселение «Деревня Дешовки»
Сельское поселение «Деревня Дешовки» — муниципальное образование в составе Козельского района Калужской области России.
Административный центр — деревня Дешовки.
Статус и границы сельского поселения установлены Законом Калужской области № 7-ОЗ от 28 декабря 2004 года «Об установлении границ муниципальных образований, расположенных на территории административно-территориальных единиц „Бабынинский район“, „Боровский район“, „Дзержинский район“, „Жиздринский район“, „Жуковский район“,
„Износковский район“, „Козельский район“, „Малоярославецкий район“, „Мосальский район“, „Ферзиковский район“, „Хвастовичский район“, „Город Калуга“, „Город Обнинск“ и наделении их статусом городского поселения, сельского поселения, городского округа, муниципального района».

## Состав
В поселение входят 14 населённых пунктов:
- деревня Дешовки
- село Березичи
- деревня Волковынка
- село Губино
- деревня Дол
- деревня Дубновичи
- деревня Клюксы
- село Матчино
- деревня Немысино
- деревня Орденки
- деревня Петелино
- деревня Сосенка
- деревня Толстое
- деревня Хозцы

## Население
| 2010  | 2012  | 2013  | 2014  | 2015  | 2016  | 2017  |
| ----- | ----- | ----- | ----- | ----- | ----- | ----- |
| 1502  | ↘1435 | ↘1401 | ↘1357 | ↘1332 | ↘1282 | ↘1237 |
| 2018  | 2019  | 2020  | 2021  |       |       |       |
| ↘1199 | ↘1176 | ↗1191 | ↗1530 |       |       |       |